# Lumeneo Neoma

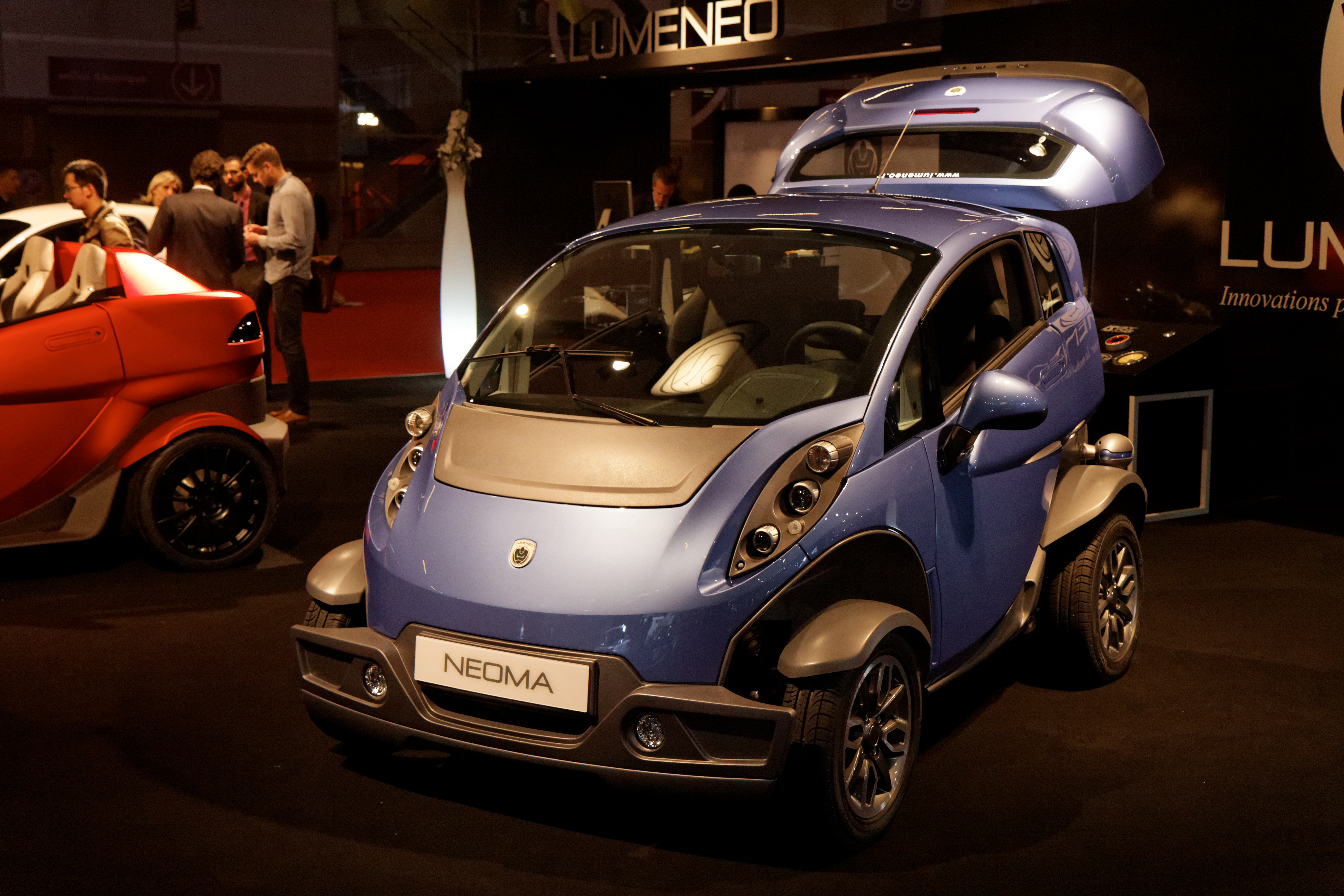
Lumeneo Neoma tại triển lãm xe Paris Motor Show 2010

Lumeneo Neoma là một ô tô điện đô thị do hãng Lumeneo ở Pháp sản xuất. Mẫu concept đã được công bố tại triển lãm Paris Motor Show 2010. Quá trình sản xuất bắt đầu vào tháng 3 năm 2013 và được bày bán phân phối trên thị trường Pháp kể từ tháng 5 năm 2013. Neoma có vận tốc đạt tầm 140 km (87 dặm) theo chu kỳ NEDC và tốc độ tối đa 100 km/h (62 mph).
Giá của Neoma lúc đầu khoảng € 21,700 (~ US $ 28.900) bao gồm pin polyme lithi-ion và trước €7,000 tiền thưởng chính phủ sẵn có ở Pháp. Pin được thuê với chi phí hàng tháng là € 145 (~ US $ 193). Chỉ có ba cái được bán ra trong tháng đầu tiên trên thị trường. Sau khi bán được chỉ có 10 cái nhà sản xuất đã đệ đơn xin phá sản vào tháng 11 năm 2013.